# New Yorker (companie)
New Yorker este unul dintre cei mai mari retaileri germani de îmbrăcăminte.
Lansat în 1971 în Germania, lanțul New Yorker deținea în octombrie 2009, 715 de magazine în 27 de țări iar în prezent deține 1058 de magazine în 45 de țări..

## Istoric
În 1971, primul magazin New Yorker a fost deschis în Flensburg. În decembrie 2006, compania a câștigat primul miliard din vânzări. Până în martie 2015, compania deținea 1.001 de sucursale în 40 de țări: Albania, Armenia, Azerbaidjan, Austria, Belgia, Bosnia și Herțegovina, Bulgaria, Croația, Republica Cehă, Danemarca, Egipt, Estonia, Finlanda, Franța, Georgia, Germania, Ungaria, Italia, Kazahstan, Letonia, Lituania, Luxemburg, Macedonia de Nord, Muntenegru, Maroc, Olanda, Norvegia, Polonia, Portugalia, Qatar, România, Rusia, Arabia Saudită, Serbia, Slovacia, Slovenia, Spania, Suedia, Elveția, Ucraina, Emiratele Arabe Unite și Belarus.
În martie 2012, cântărețul Olly Murs a devenit imaginea pentru gama de primăvară / vară pentru bărbați a New Yorker, iar clienții au putut să își facă fotografii cu un decupaj din carton care seamănă cu Murs.
Compania are peste 16.000 de angajați. New Yorker este sponsor al echipei de fotbal american din German Football League New Yorker Lions din Braunschweig și al echipei de baschet din Basketball Bundesliga New Yorker Phantoms Braunschweig. Compania sponsorizează, de asemenea, competiția internațională de breakdance B-Boy: Battle of the Year.

## New Yorker în România
New Yorker este prezent pe piața din România încă din 2007, când a deschis primul său magazin în Cluj-Napoca.
Magazinele companiei sunt administrate de compania NY'ER Romania, care a avut în anul 2008 o cifră de afaceri de 6,2 milioane euro și 45 de angajați.
În ianuarie 2010 New Yorker avea 11 magazine în România, în orașe precum Baia Mare, București, Cluj-Napoca, Sibiu, Timișoara sau Bacău.
Număr de magazine:
- 2012: 27 [5]

Cifra de afaceri în 2013: 23 milioane euro.